# 平顶山南站
平顶山南站位于中华人民共和国河南省平顶山市湛河区，是平漯周高速铁路上的一座车站，预计2027年建成通车，隶属于郑州铁路局。车站为二等站，站内及相邻上下行区间均为电气化区段。车站办理旅客乘降，不办理货运业务。

## 车站结构
平顶山南站规模为2台6线，设正线2条，到发线4条，岛式站台2座，共4个站台面。站房建筑面积18000平方米，位于站场西侧。旅客进出站形式为上进下出，设有一条进站天桥和一座出站地道连接站房及站台。

### 站场布局
| 北↑ |      |                                          |  |
| 5道 | 1    | 平漯周高速铁路往周口东方向（舞阳北）     |  |
|     | 岛式 |                                          |  |
| 3道 | 2    | 平漯周高速铁路往周口东方向（舞阳北）     |  |
| 1道 |      | 平漯周高速铁路下行正线（往周口东方向）   |  |
| 2道 |      | 平漯周高速铁路上行正线（往平顶山西方向） |  |
| 4道 | 3    | 平漯周高速铁路往平顶山西方向（平顶山西） |  |
|     | 岛式 |                                          |  |
| 6道 | 4    | 平漯周高速铁路往平顶山西方向（平顶山西） |  |
| 南↓ |      |                                          |  |